# Beatrice Arnera
Beatrice Arnera (Acqui Terme, 31 luglio 1995) è un'attrice e cantante italiana.

## Biografia
Figlia della cantante lirica Silvia Gavarotti, trascorre i primi anni di vita accompagnandola in tournée nei teatri d'Italia e d'Europa. Si trasferisce a Roma all’età di diciassette anni e comincia a lavorare nel mondo dello spettacolo prendendo parte a diversi progetti televisivi e cinematografici, tra cui Il commissario Montalbano, Addio fottuti musi verdi, Non c'è campo e Puoi baciare lo sposo.
Dal 2018 è protagonista, nel ruolo di Giuly, nella serie Fox intitolata Romolo + Giuly: La guerra mondiale italiana, parodia della nota tragedia shakespeariana che narra la lotta di classe tra Roma Nord e Roma Sud, e che coinvolge l'Italia intera.
Vincitrice del 16º Premio Kineo dedicato alle giovani promesse del cinema italiano, durante il Festival del Cinema di Venezia; le viene assegnato anche il Premio Prospettiva al 18º gLocal Film Festival.
Nel 2019 interpreta il ruolo di Valeria Ferrante nel corso della quinta stagione della fiction Rai Un passo dal cielo.
A novembre 2019 pubblica il suo primo singolo musicale intitolato Ho, subito seguito da un altro singolo intitolato Faro.

## Vita privata
Da maggio 2021 è fidanzata con Andrea Pisani, del duo comico i PanPers, da cui nel 2024 ha avuto una figlia di nome Matilde.

## Filmografia

### Cinema
- Tini - La nuova vita di Violetta (Tini: El gran cambio de Violetta), regia di Juan Pablo Buscarini (2016)
- Noi eravamo, regia di Leonardo Tiberi (2016)
- Non c'è campo, regia di Federico Moccia (2017)
- Addio fottuti musi verdi, regia di Francesco Capaldo (2017)
- Puoi baciare lo sposo, regia di Alessandro Genovesi (2018)
- Tre di troppo, regia di Fabio De Luigi (2023)
- Dove osano le cicogne, regia di Fausto Brizzi (2025)
- 30 notti con il mio ex, regia di Guido Chiesa (2025)

### Televisione
- Una donna per amico, regia di Rossella Izzo - serie TV (Rai 1, 2000)
- Una grande famiglia 2, regia di Riccardo Milani - serie TV (Rai 1, 2014)
- Le due leggi, regia di Luciano Manuzzi - miniserie TV (Rai 1, 2014)
- Condominio occidentale, regia di Andrea Purgatori (2015)
- Matrimoni e altre follie, regia di Laura Muscardin (2015)
- Il paradiso delle signore, regia di Monica Vullo - serie TV (2015)
- Solo per Amore 2, regia di Raffaele Mertes - serie TV (2016)
- Forse sono io 2, regia di Vincenzo Alfieri - serie web (2016)
- Il commissario Montalbano, st. 11, 1º episodio "Un covo di vipere", regia di Alberto Sironi - serie TV (Rai 1, 2017)
- Solo per amore - Destini incrociati - serie TV (Canale 5, 2017)
- Romolo + Giuly: La guerra mondiale italiana, regia di Michele Bertini Malgarini - serie TV (Fox, 2018-2019)
- Un passo dal cielo 5, regia di Jan Maria Michelini - serie TV (Rai 1, 2019)
- Buongiorno, mamma!, regia di Giulio Manfredonia, Matteo Mandelli, Alexis Sweet e Laura Chiossone- serie TV (Canale 5, 2021- in corso)
- Ridatemi mia moglie, regia di Alessandro Genovesi – miniserie TV (SKY, 2021)
- Odio il Natale, regia di Davide Mardegan e Clemente De Muro - serie Netflix (2022-2023)
- The Net - Gioco di squadra, regia di Volfango De Biasi e Lorenzo Sportiello - miniserie TV (Rai 2, 2022-2023)

## Teatro
- Concerti come solista in arie d’opera/quartetto gruppo vocale (2012)
- Magicamente, regia di Filippo Nanni, musiche di Vito Caporale (2013)
- Karol Wojtyla - la vera storia, regia di Duccio Forzano (Cicuta Production Srl, 2013)
- Tutti insieme appassionatamente, regia di Massimo Romeo Piparo (Peep Arrow produzioni, 2014)
- Aggiungi un posto a tavola di Garinei e Giovannini, regia di Gianluca Guidi, coreografie di Gino Landi (2017-2018)
- Il collezionista... quasi una storia d'amore, di Mark Healy, regia di Francesco Bonomo (2020)

## Discografia

### Singoli
- 2018 – Stupidah Braies (con Pilar Fogliati e Jenny De Nucci)
- 2019 – Ho
- 2019 – Faro